# Gare de Kami-Suwa
La gare de Kami-Suwa (上諏訪駅, Kami-Suwa-eki) est une gare ferroviaire de la ville de Suwa, dans la préfecture de Nagano au Japon. La gare est exploitée par la compagnie JR East.

## Situation ferroviaire
Kami-Suwa est située au point kilométrique (PK) 201,9 de la ligne principale Chūō, à 761,9 m d'altitude.

## Histoire
La gare de Kami-Suwa a été inaugurée le 25 novembre 1905.

## Service des voyageurs

### Accueil
La gare dispose d'un bâtiment voyageurs, avec guichets, ouvert tous les jours.

### Desserte
- Ligne principale Chūō :
  - voies 1 et 3 : direction Kobuchizawa, Kōfu et Shinjuku
  - voies 2 et 3 : direction Shiojiri, Matsumoto et Nagano